# 关学文
关学文（1898年—1989年12月16日），男，满族，辽宁辽阳人，中国金融人物，曾任中国人民银行副总经理，第四、五届全国政协委员。